# Luke fon Fabre
Luke fon Fabre (ルーク・フォン・ファブレ Rūku fon Fabure?, conocido en Japón como Luke fone Fabre) es el protagonista principal del JRPG para PlayStation 2 y Nintendo 3DS: Tales of the Abyss. Su nombre es en realidad una frase en hispánico antiguo, el lengua ficticio del videojuego, cuyo significado es "Luz de la Llama Sagrada" (聖なる焔の光 Seinaru Homura no Hikari?)

## Su historia
Luke es el hijo de Suzanne, hermana del actual rey de Kimlasca: Igobert VI —quien es además el tío de Luke— y del duque Fabre, descendiente de la familia real de Lanvaldear (país que por medio de un tratado de unificación, formó una sola nación con Kimlasca bajo un gobierno monárquico y renombrado como Kimlasca-Lanvaldear). Cuando Luke cumplió 10 años de edad fue víctima de un secuestro por parte del Imperio de Malkuth, el cual se fue a la guerra contra Kimlasca-Lanvaldear para poder reclamar su autoría sobre la Séptima Piedra Fónica, la misma que a principios de tiempos la primera séptimo fonista (Yulia Jue) leyó y reveló que contenía eventos futuros para Auldrant.
El secuestro fue tan traumante que trastornó a Luke por los siguientes años de su vida dejándolo amnésico, lo que también provocó que estuviera bajo un cuidado y una vigilancia excesiva prohibiéndole que abandonara su mansión en Baticul hasta cumplir la mayoría de edad (misma en la que se casaría también con su prima y princesa de Kimlasca, Natalia Luzu Kimlasca-Lanvaldear). Otra consecuencia que Luke sufrió después de aquel secuestro que sufrió a manos de los de Malkuth fue que desde entonces sufría pequeños episodios de migraña en los que a veces solía escuchar la misma voz durante ese tiempo.

## Papel en el juego
Luke despierta un día en su cuarto con ligeros pequeños dolores de cabeza y decide salir hacia el comedor de su casa, donde lo estaban esperando su papá el duque Fabre, su mamá Suzanne y su tutor en manejo de la espada Van Grants. Van decide pasar el resto del día practicando con Luke sus habilidades de espadachín porque en los próximos días viajaría a Daath en busca del Maestro Fon de la Orden de Lorelei, quien se había perdido. Cuando Luke y Van practican, aparece de repente Tear Grants (la hermana menor de Van), quien intentaba matarlo pero cuando Luke lo protege, el séptimo fonón de ambos reaccionan causando una hiperresonancia y siendo tele-transportados lejos de Baticul.
Luke despierta en las orillas de un valle con Tear, perdidos en medio de la noche en un lugar hostil. Toman un carromato hacia Baticul pero descubren que están del otro lado de Auldrant en el Imperio de Malkuth.
- Datos: Q17005916